# Corticaria espanyoli
Corticaria espanyoli is een keversoort uit de familie schimmelkevers (Latridiidae). De wetenschappelijke naam van de soort werd in 2009 gepubliceerd door J.C. Otero & M.J. López.